# 77044 Galera-Rosillo
77044 Galera-Rosillo è un asteroide della fascia principale. Scoperto nel 2001, presenta un'orbita caratterizzata da un semiasse maggiore pari a 2,6069213 au e da un'eccentricità di 0,0990283, inclinata di 14,26854° rispetto all'eclittica.
L'asteroide è dedicato all'astrofisica spagnola Rebeca Galera-Rosillo.